# Barrington (New Hampshire)
Barrington – miasto w Stanach Zjednoczonych, w stanie New Hampshire, w hrabstwie Strafford.